# Eleição municipal do Recife em 2004
A eleição municipal de Recife em 2004 ocorreu no dia 3 de outubro de 2004 para a eleição de 1 (um) prefeito, 1 (um) vice-prefeito e de 41 (quarenta e um) vereadores para a administração da cidade.
Sete candidatos participaram das eleições da cidade neste ano e João Paulo, do PT, foi eleito logo no primeiro turno com 56,11% dos votos, junto com o vice-prefeito Luciano Siqueira. Em segundo lugar ficou Carlos Eduardo Cadoca, do PMDB, com 27,62% dos votos e em terceiro, Joaquim Francisco, do PTB, que obteve 9,37% dos votos.
Dentre os 41 vereadores eleitos, Dilson Peixoto, do PT, foi o mais votado com 15.200 votos.

## Pesquisa Eleitoral
A pesquisa de intenção de voto do Instituto Datafolha, realizada no dia 12 de dezembro de 2003, trazia o Joaquim como o grande vencedor, com 29% das intenções de voto, seguido por Carlos Eduardo Cadoca com 24% e João Paulo com 22% das intenções de votos (com margem de erro de 5% para mais ou para menos).
Em maio de 2004,  uma nova pesquisa realizada pelo Diário de Pernambuco, ainda apontava Joaquim Francisco como ganhador com 27% dos votos; seguido por Carlos Eduardo Cadoca e João Paulo, ambos com 26% das intenções de voto.

## Candidatos
| Número | Número | Candidato(a) a prefeito | Candidato(a) a prefeito                                         | Candidato(a) a vice-prefeito | Candidato(a) a vice-prefeito                                 | Coligação |
| ------ | ------ | ----------------------- | --------------------------------------------------------------- | ---------------------------- | ------------------------------------------------------------ | --- |
|        | 13     |                         | João Paulo (PT) João Paulo Lima e Silva                         |                              | Luciano Siqueira (PCdoB) Luciano Roberto Rosas de Siqueira   | Frente de Esquerda do Recife - Partido dos Trabalhadores (PT) - Partido Comunista do Brasil (PCdoB) - Partido Social Liberal (PSL) - Partido Comunista Brasileiro (PCB) - Partido dos Aposentados da Nação (PAN) - Partido Trabalhista Cristão (PTC) - Partido Socialista Brasileiro (PSB) - Partido Republicano Progressista (PRP) - Partido Trabalhista do Brasil (PTdoB)                                  |
|        | 14     |                         | Joaquim Francisco (PTB) Joaquim Francisco de Freitas Cavalcanti |                              | André Magalhães (PDT) Carlos André Coelho Magalhães Neto     | Oposições do Recife - Partido Trabalhista Brasileiro (PTB) - Partido Democrático Trabalhista (PDT) - Partido Liberal (PL) |
|        | 15     |                         | Cadoca (PMDB) Carlos Eduardo Cintra da Costa Pereira            |                              | Ana Cavalcanti (PP) Ana Cristina Valadão Cavalcanti Ferreira | União Pela Mudança - Partido do Movimento Democrático Brasileiro (PMDB) - Partido Progressista (Brasil) (PP) - Partido Trabalhista Nacional (PTN) - Partido da Frente Liberal (PFL) - Partido da Social Democrata Cristão (PSDC) - Partido Renovador Trabalhista Brasileiro (PRTB) - Partido Verde (PV) - Partido da Social Democracia Brasileira (PSDB) - Partido de Reedificação da Ordem Nacional (PRONA) |
|        | 16     |                         | Kátia Telles (PSTU) Kátia Maria da Silva Telles                 |                              | Marcelo Barreto (PSTU) Marcelo Barreto Cavalcanti            | Sem coligação - Partido Socialista dos Trabalhadores Unificado (PSTU) |
|        | 20     |                         | Irmão Araújo (PSC) José Correia de Araújo Filho                 |                              | Maria da Penha (PSC) Maria da Penha da Silva Mendes          | Sem coligação - Partido Social Cristão (PSC) |
|        | 23     |                         | Raul Jungmann (PPS) Raul Belens Jungmann Pinto                  |                              | Maria do Socorro (PPS) Maria do Socorro Ferraz Barbosa       | Sem coligação - Partido Popular Socialista (PPS) |
|        | 31     |                         | Conde da "Banda Só Brega" (PHS) Ivanildo Marques da Silva       |                              | Gabriel Santana (PHS) João Gabriel de Santana Filho          | Sem coligação - Partido Humanista da Solidariedade (PHS) |
|        | 33     |                         | Silvio Costa (PMN) Sílvio Serafim Costa                         |                              | Jacira Araújo (PMN) Jacira Carvalho de Araújo                | Mobilização pelo Recife - Partido da Mobilização Nacional (PMN) |

## Resultados

### Prefeito
| 1º Turno 3 de outubro de 2004 | 1º Turno 3 de outubro de 2004 | 1º Turno 3 de outubro de 2004 | 1º Turno 3 de outubro de 2004 |
| Candidato(a)                  | Vice                          | Votação                       | Votação                       |
| Candidato(a)                  | Vice                          | Total                         | Porcentagem                   |
| ----------------------------- | ----------------------------- | ----------------------------- | ----------------------------- |
| João Paulo (PT)               | Luciano Siqueira (PCdoB)      | 458.846                       | 56,11%                        |
| Carlos Eduardo Cadoca (PMDB)  | Ana Cavalcanti (PP)           | 225.847                       | 27,62%                        |
| Joaquim Francisco (PTB)       | André Magalhães (PDT)         | 76.587                        | 9,37%                         |
| Raul Jungmann (PPS)           | Maria do Socorro (PPS)        | 29.722                        | 3,63%                         |
| Irmão Araújo (PSC)            | Maria da Penha (PSC)          | 14.206                        | 1,74%                         |
| Silvio Costa (PMN)            | Jacira Araújo (PMN)           | 9.870                         | 1,21%                         |
| Kátia Telles (PSTU)           | Marcelo Barreto (PSTU)        | 2.666                         | 0,33%                         |
| Conde (PHS)                   | Gabriel Santana (PHS)         | 0                             | 0,00%                         |
| Total de votos válidos        | Total de votos válidos        | 817.744                       | 100,00%                       |
| Votos apurados                |                               |                               |                               |
| Votos válidos                 | Votos válidos                 | 817.744                       | 92,30%                        |
| Votos em branco               | Votos em branco               | 24.075                        | 2,72%                         |
| Votos nulos                   | Votos nulos                   | 44.112                        | 4,98%                         |
| Total de votos apurados       | Total de votos apurados       | 885.931                       | 100,00%                       |
| Eleitores                     |                               |                               |                               |
| Comparecimento                | Comparecimento                | 885.931                       | 85,95%                        |
| Abstenções                    | Abstenções                    | 146.838                       | 14,05%                        |
| Total de eleitores            | Total de eleitores            | 1.030.769                     | 100,00%                       |

Segundo o TRE-PE, o candidato Conde, do PHS, teve o registro de candidatura negado antes da eleição, por isso, não teve os votos computados.
| Partido | Partido | Candidato         | Votos   | Votos (%) |
| ------- | ------- | ----------------- | ------- | --------- |
|         | PT      | João Paulo        | 458 846 | 56,11%    |
|         | PMDB    | Cadoca            | 225 847 | 27,62%    |
|         | PTB     | Joaquim Francisco | 76 587  | 9,37%     |
|         | PPS     | Raul Jungmann     | 29 722  | 3,63%     |
|         | PSC     | Irmão Araújo      | 14 206  | 1,74%     |
|         | PMN     | Silvio Costa      | 9 870   | 1,21%     |
|         | PSTU    | Kátia Telles      | 2 666   | 0,33%     |
|         | PHS     | Conde             | 0       | 0%        |
| Totais  | Totais  | Totais            | 817 744 |           |

### Vereadores
| Vereadores Eleitos    | Vereadores Eleitos | Vereadores Eleitos | Vereadores Eleitos |
| Candidato (a)         | Partido            | Votação            | Votação            |
| Candidato (a)         | Partido            | Votos              | Porcentagem        |
| --------------------- | ------------------ | ------------------ | ------------------ |
| Dilson Peixoto        | PT                 | 15.200             | 1,88%              |
| Luciana Azevedo       | PT                 | 14.147             | 1,75%              |
| Francismar            | PTB                | 12.278             | 1,52%              |
| Sílvio Costa Filho    | PMN                | 10.731             | 1,32%              |
| Danilo Cabral         | PSB                | 10.013             | 1,24%              |
| Osmar Ricardo         | PT                 | 9.973              | 1,23%              |
| Antônio Luiz Neto     | PTB                | 9.707              | 1,20%              |
| João Alberto          | PSDB               | 9.219              | 1,14%              |
| Jurandir Liberal      | PT                 | 8.969              | 1,11%              |
| Cordeiro de Deus      | PL                 | 8.875              | 1,10%              |
| Eduardo Marques       | PTB                | 8.669              | 1,07%              |
| Eriberto Medeiros     | PP                 | 8.520              | 1,05%              |
| Mozart Sales          | PT                 | 8.470              | 1,05%              |
| Henrique Leite        | PT                 | 8.403              | 1,04%              |
| Priscila Krause       | PFL                | 8.376              | 1,03%              |
| Carlos Gueiros        | PTB                | 8.288              | 1,02%              |
| Liberato Costa Júnior | PMDB               | 8.201              | 1,01%              |
| João Arraes           | PSB                | 8.071              | 1,00%              |
| Gustavo Negromonte    | PMDB               | 7.970              | 0,98%              |
| Vicente André Gomes   | PCdoB              | 7.960              | 0,98%              |
| Romildo Gomes Filho   | PFL                | 7.602              | 0,94%              |
| Luiz Helvecio         | PT                 | 7.576              | 0,94%              |
| José Antônio          | PSL                | 7.283              | 0,90%              |
| André Ferreira        | PMDB               | 7.232              | 0,89%              |
| Marcos Menezes        | PMDB               | 7.038              | 0,87%              |
| Josenildo Sinésio     | PT                 | 6.908              | 0,85%              |
| Pastor Valdir         | PL                 | 6.206              | 0,77%              |
| Ramos                 | PMN                | 5.489              | 0,68%              |
| Augusto Carreras      | PV                 | 5.441              | 0,67%              |
| Coronel José Alves    | PAN                | 5.418              | 0,67%              |
| Daniel Coelho         | PV                 | 5.289              | 0,65%              |
| Luiz Vidal            | PSDC               | 4.830              | 0,60%              |
| Roberto Teixeira      | PP                 | 4.729              | 0,58%              |
| Fred Oliveira         | PMN                | 4.448              | 0,55%              |
| Gilvan Cavalcanti     | PSDC               | 4.432              | 0,55%              |
| Severino Gabriel      | PP                 | 3.330              | 0,41%              |